# Kanaren-Scheinkrokus
Der Kanaren-Scheinkrokus (Romulea grandiscapa), auch Scheinkrokus  genannt, ist eine Pflanzenart aus der Gattung Scheinkrokusse (Romulea) in der Familie der Schwertliliengewächse (Iridaceae). Der Kanaren-Scheinkrokus kommt nur in Makaronesien vor.

## Beschreibung

### Vegetative Merkmale
Der Kanaren-Scheinkrokus ist eine ausdauernde krautige Pflanze. Dieser Geophyt bildet Knollen als Überdauerungsorgane aus. Er erreicht eine Wuchshöhe von 3 bis 15 Zentimetern. Die grundständigen Laubblätter sind vierkantig, rinnig gefurcht und verhältnismäßig lang.

### Generative Merkmale
Die Blütezeit auf den Kanarischen Inseln dauert von Januar bis April. Auf einem kurzen (Romulea grandiscapa fo. breviscapa) oder langen (Romulea grandiscapa fo. grandiscapa) Blütenstandsschaft befindet sich ein ein- (bis vier)-blütiger Blütenstand. Die ungestielten Blüten sind von zwei hautrandigen Hochblättern umgeben. Die Hochblätter sind eiförmig bis lanzettförmig und messen 12 bis 22 Millimeter in der Länge.
Die zwittrigen Blüten sind radiärsymmetrisch und dreizählig. Die sechs fast gleichgeformten Blütenhüllblätter weisen eine Länge von 20 bis 35 Millimeter auf und sind an ihrer Basis glockenförmig verwachsen. Das Perigon ist weißlich mit violetten Nerven, der Schlund und die Röhre sind gelblich. Es ist nur ein Kreis mit drei Staubblättern vorhanden. Der Griffel endet in sechs Narbenästen und überragt die Staubbeutel deutlich.
Die Kapselfrucht ist abgestumpft und länglich.

## Vorkommen
Der Kanaren-Scheinkrokus ist auf den makaronesischen Inseln: Kanarischen Inseln und Madeira heimisch. Allerdings ist unklar, ob eventuell nicht doch noch eine zweite Art vorkommt. Er ist in Kiefernwäldern und Weideflächen in Höhenlagen von 150 bis etwa 800 Metern zu finden.

## Taxonomie
Diese Art wurde 1847 durch Philip Barker Webb unter dem Namen Trichonema grandiscapum in Histoire Naturelle des Îles Canaries, 2 (3), S. 312 erstbeschrieben. Jacques Étienne Gay stellte sie 1877 unter dem Namen Romulea grandiscapa in John Gilbert Baker: Journal of the Linnean Society, Botany, Volume 16, S. 87 in die Gattung Romulea. Weitere Synonyme für Romulea grandiscapa (Webb) J.Gay ex Baker sind: Romulea columnae Seb. et Mauri subsp. grandiscapa (Webb) Kunk., Romulea lactea Abraham.